# Woollim Entertainment
A Woollim Entertainment (em coreano:  울림 엔터테인먼트) é uma gravadora e agência de entretenimento sul-coreana fundada em 2003. A empresa também pode ser encontrada sob o nome de Woollim Label, visto que a empresa se fundiu a SM Entertainment. Não ocorreu nenhuma mudança, porém a SM Entertainment irá se ocupar dos trabalhos globais, distribuição e outros trabalhos adicionais enquanto a SM C&C assumirá o papel de ‘marca’ (label).
No dia 21/3 (fuso coreano) a SM Culture & Contents Co., Ltd., mais conhecida como SM C&C, anunciou que a sua junção com a Woollim Entertainment chegou ao fim. A Woollim Entertainment voltara a ser uma agência própria, sendo a SM C&C a única dona das ações. A separação ocorreu no dia 08/06/2016.

## Artistas

### Grupos
- Infinite
- Golden Child
- Rocket Punch
- DRIPPIN

### Solistas
- Woohyun
- Kwon Eun-bi
- Baby Soul / Lee Su-jeong

### Compositores
- Rphabet
- 1Take
- 1Piece
- Sweetune
- J.Yoon

## Artistas passados
- Epik High (2003–2010)
- Kim Dong-ryul (2004)
- Kang Kyun-sung (2007–2009)
- Jinbo (2005–????)
- Excellent (2005–???)
- Strawberry Fields  (2008–2011)
- Pe2ny (2003–????)
- Tasty (2012–2015)
- Nell (2006–2016)[1]
- Jisun (2009–2017)
- Golden Child : Park Jae-seok (2017–2018)[2]
- Joo (2015–2020)
- Kim Chae-won (2018–2021)
- Lovelyz (2014–2021)[3]
- Infinite :
  - Hoya (2010–2017)
  - L (2010–2019)[4]
  - Sungkyu (2010–2021)[5]
  - Dongwoo (2010–2021)[6]
  - Sungyeol (2010–2021)[6]
  - Sungjong (2010–2022)[7]

### Atores passados
- Kwak Jung-wook (2003–2014)[8]
- Kim Min-seok (2014-2017)